# Manfred Kraus

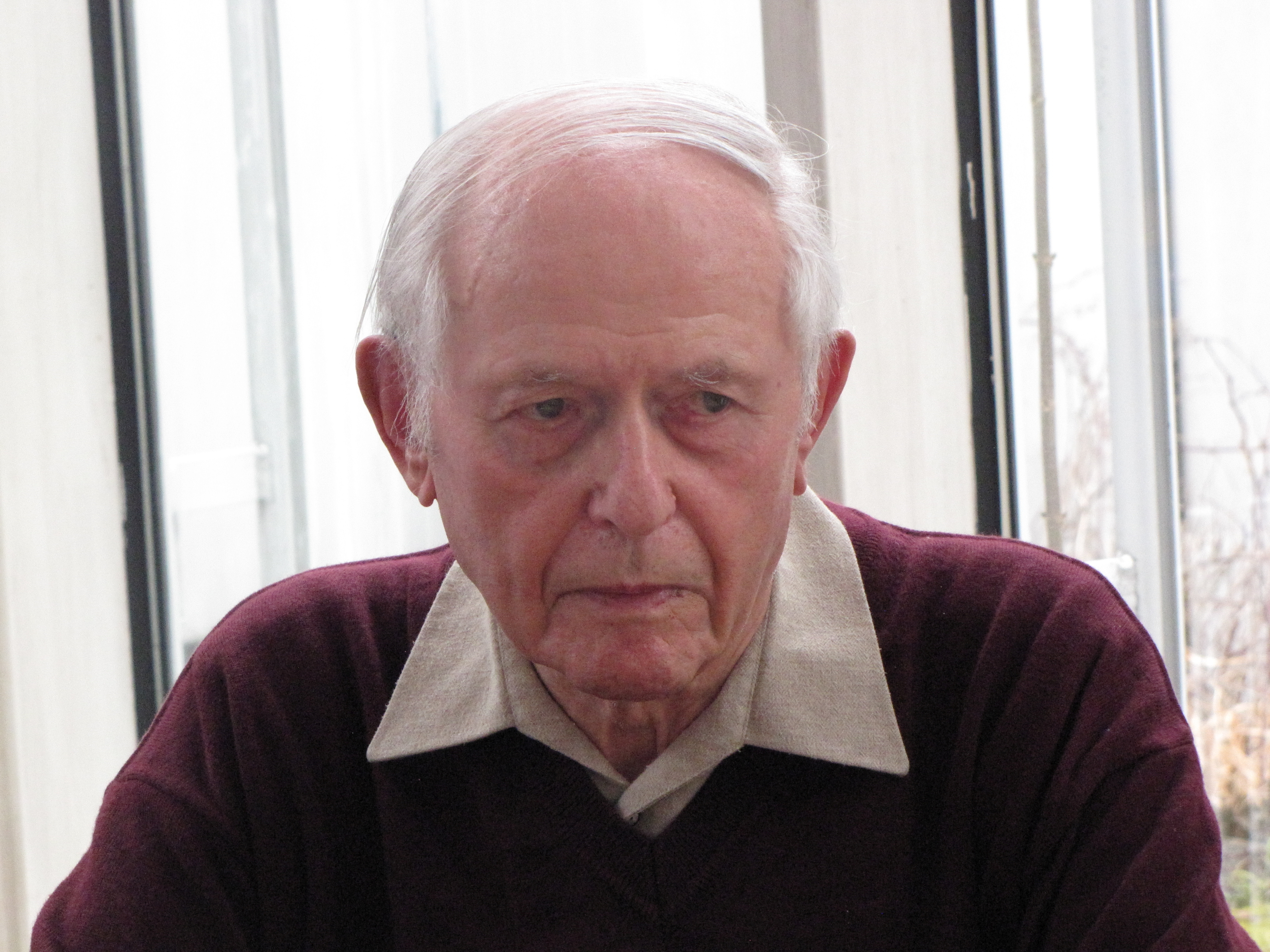
Manfred Kraus (2018)

Manfred Kraus (* 4. August 1928 in Neuhäusl, Tschechoslowakei; † 13. März 2021 in Nürnberg) war ein deutscher Zoologe und Direktor des Tiergartens Nürnberg von 1970 bis 1990.

## Leben

### Jugend und Studium
Manfred Kraus wurde am 4. August 1928 in Neuhäusl in Westböhmen geboren. Er besuchte das Gymnasium in Eger, musste aber ab Januar 1944 zum Militär und kam in Kriegsgefangenschaft, konnte aber dann nach Heidelberg ziehen, wohin es seinen Vater als Lehrer verschlagen hatte. Dort machte er 1949 das Abitur. Er studierte anschließend in Erlangen Zoologie, Botanik, Geographie und Chemie. Das Studium beendete er 1955 mit der Promotion bei Prof. Hans-Jürgen Stammer. Aus seiner Promotion ging die Publikation „Die Larvalsystematik der Blattwespen“ gemeinsam mit dem Codoktoranden Herbert Lorenz hervor, die heute noch von wissenschaftlicher Bedeutung ist. Der bekannte Blattwespenforscher Eduard Enslin förderte die beiden Doktoranden in selbstloser Weise. In den Jahren 1956 bis 1958 fuhr er gemeinsam mit Hubert Pschorn-Walcher (später Ordinarius für Ökologie in Kiel) im Auftrag des Commonwealth Institute of Biological Control durch Österreich, die Schweiz und Schweden, um vor allem Pristiphora erichsonii zu suchen. Sie sammelten die in den USA an Lärchen schädliche Art, um deren Parasiten zu züchten, die später in Amerika freigesetzt wurden.
1958 heiratete er die wissenschaftliche Zeichnerin Helga Bachmeier.

### Tiergarten Nürnberg
Bis 1960 war er Stipendiat und Assistent am Zoologischen Institut der Universität Erlangen. 1960 bekam er eine Stelle als wissenschaftlicher Assistent am Zoologischen Garten in Nürnberg. Von 1970 bis 1990 war er Direktor des Tiergartens.
In seiner Amtszeit wurden die ersten wesentlichen Schritte im Tierbestand hin zur Erhaltung bedrohter Arten vollzogen: Mendesantilope, Somali-Wildesel, Bartgeier und Harpyie kamen in den Zoo. Mit den Delphinen und Seekühen wurde ein Schwerpunkt auf wasserlebende Säugetiere gelegt. Kraus war auch an einer abenteuerlichen Fangaktion von Seekühen in Guyana beteiligt.
Kraus nutzte die Möglichkeiten, die ihm der Zoo bot, für seine vielfältigen Interessen: In den Wintermonaten der 1980er Jahre beringte er mit Hilfe von engagierten Tierpflegern über 3000 Stockenten, um deren räumliche Ausbreitung mit Hilfe von Wiederfunden zu erforschen. Gemeinsam mit seinen entomologisch interessierten Freunden konnte er im Tiergarten über 3000 Arten von Insekten nachweisen.

## Wissenschaftliche Aktivitäten
Manfred Kraus war in vielen Bereichen der Zoologie aktiv. Er hat sich stets mit Insekten und da insbesondere mit Blattwespen und anderen Hymenoptera beschäftigt. Er hat Insekten über Jahre systematisch gesammelt und, soweit er sie nicht selbst bestimmen konnte, an Spezialisten weitergeleitet. Kraus hat auch von frühester Jugend an Vögel beobachtet und stets akribische Protokolle über seine Beobachtungen geführt. Auch Fledermäuse und andere Säugetiere haben ihn zeitlebens interessiert, wobei er im Tiergarten natürlich besonders mit Vögeln und Säugetieren zu tun hatte. Er gilt auch als Kleinsäugerspezialist. Kraus hat 1994 seine zoologischen Sammlungen der Zoologischen Staatssammlung München übereignet, darunter zum Beispiel eine Hymenopterensammlung von seinem Lehrer Eduard Enslin, die er geschenkt bekommen hatte. Auch seine Säugetiersammlung (hauptsächlich Kleinsäuger und Fledermäuse), die sich schon seit Jahren in der Zoologischen Staatssammlung befindet, ist von Bedeutung.
Kraus wurde im Ornithologischen Anzeiger „Sammler und Jäger in Franken und in der Welt“ und „der letzte Universalgelehrte“ genannt. Er hat über 100 Publikationen geschrieben, die zum Teil in der Schrift zum 70. Geburtstag aufgelistet sind (siehe auch und).

## Ausgewählte Publikationen
- Lorenz, H. & M. Kraus, 1957: Die Larvalsystematik der Blattwespen (Tenthredinoidea und Megalodontoidea). – Abh. Larvalsyst. Ins.. Berlin 1: 1–339
- Kraus, M. & A. Gaukler, 1963: Über ein Massenquartier winterschlafender Mausohren (Myotis myotis) in einer Höhle der Frankenalb. – Bonn. Zool. Beitr. 14: 187–205
- Kraus, M. & A. Gaukler, 1965: Zur Kenntnis der Kleinsäugerfauna der Provence. – Zool. Abhandl. Dresden 28: 131–141
- A. Gaukler & M. Kraus, 1970: Zur Immobilisierung von Wildwiederkäuern mit Xylazin (Bay Va 1470). – Zool. Garten N. F. 38: 37–46
- A. Gaukler & M. Kraus, 1974: Q-Fieber bei Menschen und Tieren im Zoo Nürnberg. – Verhandlungsber. 16. Intern. Sympos. Erkrankungen Zootiere, S. 207–212
- Kraus, M. & A. Gaukler, 1977: Zur Verbreitung und Bestandsentwicklung der Großen Hufeisennase (Rhinolophus ferrumequinum: Chiroplera) in Bayern. – Myotis 15: 3–17
- Schedl, W. & M. Kraus, 1988: Die Pflanzenwespen von Zypern: Faunistisch-tiergeographische und ökologische Ergebnisse. – Ber. nat.-med. Ver. Innsbruck 75: 213–226
- M. Kraus, 1998: Die frühere und heutige Verbreitung der Rcgensburger Sandbiene Andrena aberrans EVERSMANN. 1852 (= A. ratisbonensis STOECKHBRT, 1924) in Bayern. – Galathea. Nürnberg 14(11): 31–43
- M. Kraus, 1998: Checkliste der Pflanzenwespen Deutschlands (Hymenoptera, Symphyta). – In: Taeger, A. & Blank, S. M. (Hrsg.) Pflanzenwespen Deutschlands
- Kraus, M. & Floren, A. 2002: Pflanzenwespen (Hymenoptera, Symphyta) und Stechimmen (Chrysididae, Pompilidae, Sphecidae) aus Baumkronenbenebelungen (Fogging) von Eichen und Rotbuchen in Bayern (Unterfranken), Thüringen (Hainich), Slovenien und Rumänien. – Galathea, Nürnberg Supplement 11: 93–102
- Kraus, M. & Krauss, W. 2006: Die Gattung Aythia im „Fränkischen Weihergebiet“. Moorente, A. nyroca, Tafelente A. ferina, Reiherente A. fuligula und Bergente A. marila. – Ornithologischer Anzeiger 45 (1): 21–43
- Blank, S. M., Kraus, M. & Taeger, A. 2006: Orussus smithi sp. nov. and Notes on Other Westpalaearctic Orussidae (Hymenoptera). – Pp. 265–278. – In: Blank, S. M.; Schmidt, S. & Taeger, A. (eds): Recent Sawfl y Research: Synthesis and Prospects. – Goecke & Evers, Keltern
- M. Kraus, W. Krauß, 2008: Die Gründelenten der Gattung Anas im „Fränkischen Weihergebiet“ in den Jahren 1951 bis 2007 – Ornithologischer Anzeiger 47 (1): 23–40.
- M. Kraus, W. Krauß, 2013: Die Lappentaucher (Podicipedidae) im „Fränkischen Weihergebiet“: Status, Phänologie, Bestandstrends und Bemerkungen zur Brutbiologie – Ornithologischer Anzeiger – 52 (1-2): 28–42.
- K. von der Dunk, M. Kraus, 2014: Grundlegende Untersuchungen zur vielfältigen Insektenfauna im Tiergarten Nürnberg unter besonderer Betonung der Hymenoptera. – Beiträge zur bayerischen Entomofaunistik – 13: 67–207.
- M. Kraus, K.-H. Wickl, 2019: Bienen und Wespen in einem Hausgarten in Nürnberg-Zerzabelshof (Hymenoptera; Aculeata) – Galathea, Berichte des Kreises Nürnberger Entomologen e.V. 35: 27–37.

## Ehrungen

### Ehrenmitgliedschaften
- Münchner Entomologische Gesellschaft[4][10]
- Ornithologische Gesellschaft Bayern[12]
- Internationaler Verband der Direktoren Zoologischer Gärten
- Verband Deutscher Zoodirektoren

### Sonstige Ehrungen
- Umweltmedaille des Freistaates Bayern (1982)[4][10]
- Ritter-von-Spix-Medaille der Freunde der Zoologischen Staatssammlung München (1994)
- 2016 Ehrung durch die Staatsministerin Ulrike Scharf für seine Arbeiten zum Schutz der Fledermäuse[13]

### Dedikationsnamen
Folgende Arten und Gattungen wurden Dr. Manfred Kraus zu Ehren benannt:
- Krausius D.R. Smith, 2006 (Pergidae), neue Gattung für die neue Art Krausius colombia, 2006 aus Kolumbien[14]
- Acordulecera krausi D.R. Smith, 2006 (Pergidae), aus Costa Rica[14]
- Andrena krausiella Gusenleitner 1998 (Andrenidae), aus Jerusalem[15]
- Athalia krausi Koch, 2006 (Tenthredinidae), aus der Demokratischen Republik Kongo[16]
- Eurhadinoceraea krausi Liston, 2008 (Tenthredinidae), aus Kirgisien[17]
- Euura krausi (Taeger & Blank, 1998) (Tenthredinidae), original beschrieben als Amauronematus krausi, beschrieben aus Deutschland[18]
- Heterischnus krausi Schönitzer, 1999 (Ichneumoninae) aus Kenya[19]
- Megalodontes krausi Taeger, 1998 (Megalodontesidae), aus Portugal[20]
- Melitturga krausi Schwarz, 2003 (Andrenidae) aus Israel[21]
- Pristiphora krausi (Lacourt, 2006) (Tenthredinidae), original beschrieben als Dinematus krausi Lacourt, 2006 beschrieben aus Frankreich[22]
- Tenthredo krausi Blank & Taeger, 2006 (Tenthredinidae), aus der Türkei[23]
- Halictus eurasicus krausi Warncke, 1982 (Halictidae), aus der Türkei[24]